# Dom-2

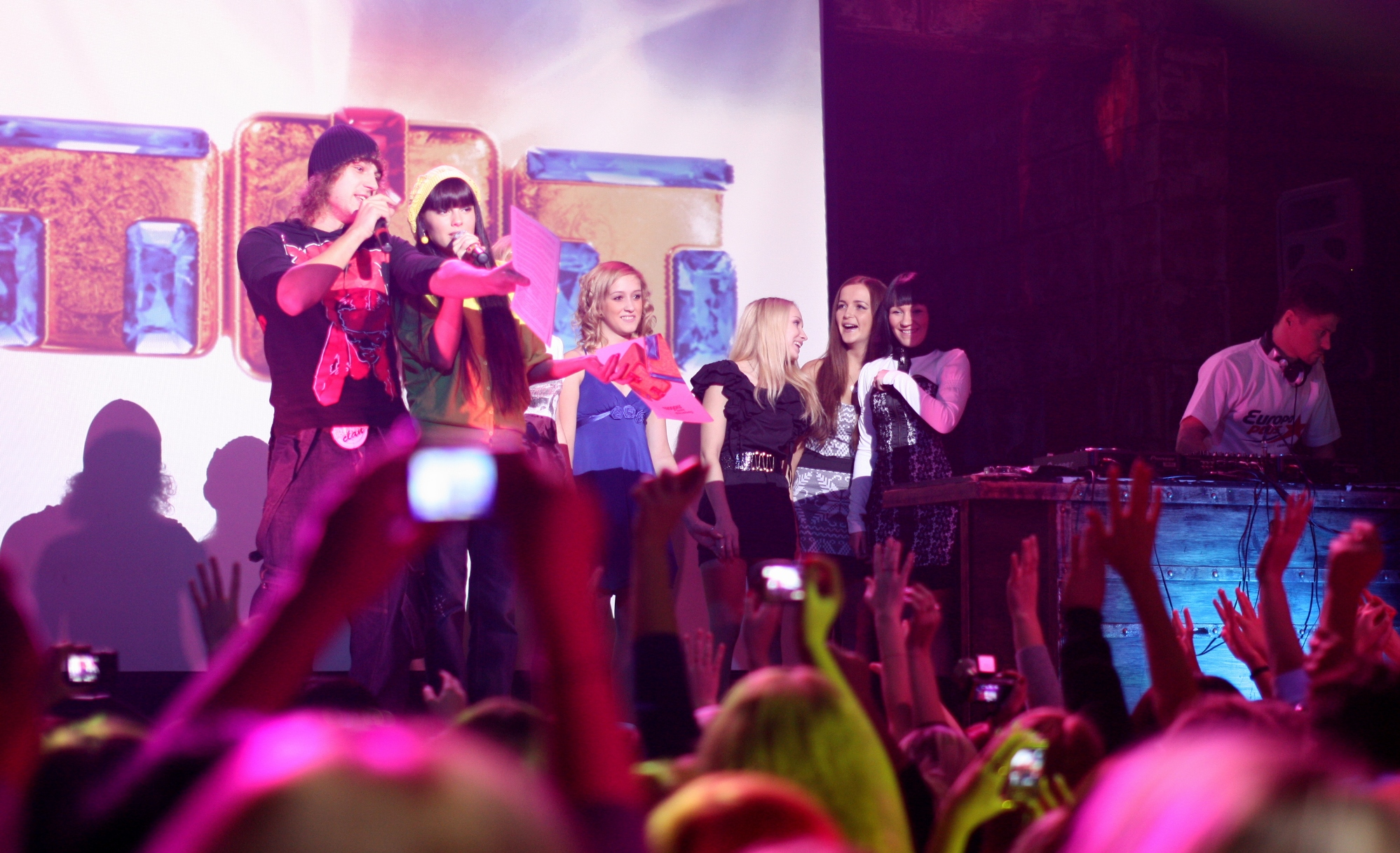
«DOM-2-party»

Dom-2 (Huis-2) (Russisch: Дом-2) is een populair Russische realitysoap op het Moskouse tv-kanaal TNT. In de show bouwen de 26 deelnemers (grofweg in de leeftijdscategorie 18 tot 30) een huis en proberen ondertussen een geliefde te vinden. Met name het tweede element heeft het tot de meest bekeken realitysoap van Rusland gemaakt.
Dom-2 is de opvolger van de kortlopende realityshow House (1 jul tot 2 november 2003). De eerste aflevering van Dom-2 werd uitgezonden op 1 mei 2004 en de realitysoap is sindsdien onafgebroken in de lucht geweest, waarmee het in 2008 de langstlopende realitysoap ter wereld was met in augustus 2008 meer dan 1550 afleveringen, waarvoor het is opgenomen in het Guinness Book of Records. De show is met name populair bij vrouwen en meisjes en is de meest bekeken en winstgevende Russische realityshow. De show wordt elke dag uitgezonden om 9 uur 's avonds op TNT en wordt sinds het begin geleid door Ksenia Sobtsjak en Ksenia Borodina.

## Opzet
In de periode dat het programma draait zijn drie huizen gebouwd. Elke week volgt een stemronde waarin de deelnemers stemmen over het wegsturen van een mannelijke of vrouwelijke deelnemer (om de week een man of vrouw), waarop twee nieuwe mannelijke of vrouwelijke deelnemers worden gestuurd (als een man wordt weggestuurd, worden twee vrouwen gestuurd en vice-versa), waaruit de deelnemers opnieuw door middel van stemming een keuze kunnen maken. Sommige eerder weggestemde deelnemers worden opnieuw geïntroduceerd aan de deelnemers door TNT wanneer deze ze interessant voor het programma acht. Tijdens het programma worden soms competities gehouden als "superman van Dom-2" of "godin van Dom-2" waarbij prijzen tot enkele duizenden euro's, huizen of auto's worden weggegeven aan deelnemers. De stemmingen geschieden op basis van SMS-stemmingen door kijkers.

## Kritiek
De show heeft ook kritiek gekregen van een deel van de kijkers. Zo zijn er regelmatig gevechten tussen deelnemers te zien (waarvoor de aanstichter een week uit het huis wordt gestuurd als straf), die echter wel meer kijkers trekken, waardoor het aantrekkelijk blijft voor TNT om hierin niet harder op te treden tegen de deelnemers. Andere kritiek die wordt gegeven is dat sommige deelnemers alleen meedoen aan de show om populariteit te verkrijgen en er geen echte liefde in het spel is. Om deze zaken wordt het programma regelmatig geparodieerd in andere tv-programma's. In mei 2005 wendden afgevaardigden van de commissie voor openbare gezondheid en de bescherming hiervan uit de Doema van Moskou zich tot de openbare aanklager Vladimir Oestinov, met het verzoek tot sluiting van het programma. Ze beschuldigden Sobtsjak van 'pooierij' en klaagden daarbij over 'systematisch te veel aandacht voor seks' in het programma, daar er verschillende malen scènes te zien waren met vrijen (liefkozing) en naar verluidt ook van zelfbevrediging. Ze verwezen hierbij naar de wet dat dergelijke programma's alleen van 11 uur 's avonds tot 4 uur 's morgens mogen worden uitgezonden en verwezen verder naar het feit dat er ooit een minderjarig meisje aan de show meedeed. TNT dreigde in reactie met een rechtszaak wegens "smaad" en het "met opzet geven van een valse beschuldiging".